# Kalomoira
Marie Carol Sarantis (Μαρία Καλομοίρα Σαράντη) (Nueva York, Estados Unidos, 31 de enero de 1985), más conocida como Kalomira o Kalomoira, es una cantante y presentadora greco-estadounidense, cuya carrera musical se ha desarrollado en Grecia y Chipre.
En 2004 venció el concurso musical Fame Story (versión griega de Operación Triunfo) y quedó en tercer lugar representando a Grecia en Eurovisión 2008 con Secret Combination. Conocida por incluir en sus álbumes de estudio canciones tanto en inglés como en griego. 

## Biografía
Kalomira nació en el condado de Nasáu, situado en Nueva York. Sus padres, Nikosinas y Elenas, son de origen griego y propietarios de un restaurante. Además, Kalomira también tiene una hermana.
Desde pequeña comenzó a interesarse por el mundo de la actuación, comenzando a estudiar viola y a actuar en obras escolares desde temprana edad. Cuando alcanza la mayoría de edad participa, a instancias de su tío, en un concurso organizado por una radio local neoyorquina. Kalomoira quedó en segundo lugar y empezó a realizar varios bolos con otros artistas populares como Jessica Simpson o LL Cool J.
Tras graduarse en la Universidad Adelphi en el año 2004, Kalomira se informó de la apertura de los casting de la segunda edición de Fame story, concurso de la cadena griega ANT1 similar a Operación Triunfo, y decide participar en una audición organizada en Estados Unidos. A pesar de que su idioma natural es el inglés, Kalomira ya había estado en varias ocasiones en Grecia y podía defenderse en su lengua. La cantante logró superar los casting y, tras superar varias pruebas, logró convertirse en una de las concursantes de Fame story.
A pesar de tener durante sus primeros días pequeños problemas de adaptación, Kalomoira logró superarlos, poco a poco mejoró y se convirtió en una de las favoritas del público, ganando finalmente el concurso. El primer lugar en Fame story le garantizó un premio de 200.000 euros y un contrato discográfico con Heaven Music, sello perteneciente a la cadena griega ANT1.

### Carrera discográfica
El 1 de septiembre de 2004 Kalomira sacó al mercado su primer álbum de 15 canciones. Su primer disco, de título homónimo, gracias a sus dos sencillos: "Ego Tha Leipo" y "Someday" (ambos covers de los cantantes: Juanes y Belinda), logró ser Disco de Oro en Grecia y Chipre, contenía varios temas interpretados en griego e inglés y obtuvo una buena repercusión de la crítica. En 2005 lanzó un segundo álbum llamado "Paizeis?", con 12 canciones de las cuales 2 estaban compuestas por ella. También realizó varias actuaciones con otros artistas como Elli Kokkinou o Constantinos Christoforou, que la ayudaron a confirmarse en el panorama musical griego.
En el año 2006 Kalomoira dio el salto definitivo a la televisión como copresentadora del programa Pio Poli Tin Kiriaki, un show de variedades emitido por el canal nacional griego Mega Channel. Además lanza un tercer álbum, con versiones de canciones del cine griego, llamado I Kalomoira Paei Cinema.
A finales de 2007 la discográfica Heaven Music selecciona a Kalomoira como su concursante para la preselección de Grecia en el Festival de la Canción de Eurovisión 2008. Kalomira escogió un tema Pop-R&B llamado Secret Combination, de sonido bastante norteamericano y con toques de la música griega. Tras vencer dicha preselección en una final nacional realizada el 27 de febrero de 2008, Kalomoira se convirtió en la representante griega en esa edición. Para promocionar el tema, Kalomoira realizó una gira por otros países participantes.
Secret combination logró éxito en el Festival. Tras pasar en primer lugar la primera semifinal de Eurovisión, Kalomira quedó en tercer lugar en la final, con 218 puntos y siendo sólo superada por Dima Bilán (Rusia) y Ani Lorak (Ucrania). Además, consiguió con este tema posicionarse #1 en las listas griegas y chipriotas, #40 en la lista de singles de Reino Unido y en el "Top 10" de descargas en numerosos países, entre ellos Canadá y Australia. Su cuarto álbum, titulado igual que su tema eurovisivo, salió al mercado el 29 de mayo de 2008 en Grecia, con 12 canciones en griego e inglés.
En verano de 2008 Kalomira se marchó de vuelta a Nueva York tras mantener una disputa con Heaven Music sobre su nuevo álbum, que no logró las ventas esperadas por la discográfica. La artista declaró que tuvo que poner parte de su propio dinero para la producción del último álbum, mostrando así su descontento con la discográfica, pero continuó con su carrera musical. En 2009 comenzó a presentar para la televisión griega el programa Big in Japan (adaptación del formato I Survived a Japanese Game Show).
En mayo de 2010 presentó su sencillo "Please don't break my heart", en lo que ha supuesto su vuelta a la música.
En 2011 presentó su nuevo sencillo "This is the Time".

## Discografía

### Álbumes
- Kalomoira (2004)
- Paizeis? (2005)
- I Kalomoira Paei Cinema (2007, versiones)
- Secret Combination: The Album (2008)

## Premios y nominaciones

### Fame Story 2
En el año 2005, Kalomira fue la gran ganadora de la segunda edición del concurso televisivo "Fame Story", consiguiendo así un premio de 200.000€ y un contrato con la discográfica Heaven Music.

### Life & Style - Mujeres del Año
En el año 2005, Kalomira fue nominada al premio Mejor Artista Revelación 2004, galardón que ganó. En el 2009 estuvo otra vez nominada a la Mejor Cantante 2008, pero esta vez no consiguió llevarse el premio a casa.

### MAD Video Music Awards
En el año 2005 también fue la única nominación de Kalomira en uno de los premios más importantes dentro de la música griega. Este año estuvo nominada con su canción "Nomizeis" al Mejor Videoclip de Artista Revelación, sin embargo no consiguió ganar el premio.

### Eurovision Song Contest
En el 2008 Kalomira fue una de los tres candidatos a representar a Grecia y en la final nacional celebrada en Atenas, Kalomira consiguió ir a Eurovisión. Una vez en Belgrado, ciudad anfitriona del Festival en ese año, Kalomira consiguió ser la ganadora de la 1.ª semifinal del concurso, aunque en la gran final, se quedó atrás con un tercer puesto. En el 2009 debido a su participación en el concurso el año anterior, ganó el premio a la Mejor Puesta en Escena.

### The Elios Spotlight Awards
La Sociedad Helénica Elios tiene sus propios premios, entregados a griegos-americanos. En el 2009 Kalomira estuvo nominada y ganó el galardón a la Mejor Artista del año.

### European Festival
A través de su faceta como presentadora de televisión, Kalomira estuvo nominada en el Festival Europeo en el 2009 por su trabajo en "Big in Japan". Ganó los dos premios en los que estaba nominada, Mejor Espectáculo y Mejor Reality Show.

### One Man
La revista griega para hombres "One Man" buscó a la griega más guapa y sexy. Para ello, hizo un Top 100 de famosas helenas (entre las que había cantantes, actrices, presentadoras, modelos...) y aunque el premio lo ganó Elena Papabasileiou, Kalomira quedó en 36º lugar.

### Lalore02 Awards
Como apoyo a la música griega por parte de los hispanoparlantes, surge en el 2012 el premio Lalore02 Awards, el cual, en su primera edición contó con las nominaciones de famosos artistas griegos como Ivi Adamou, Sakis Rouvas o Eleni Foureira. Sin embargo, la ganadora del galardón fue Kalomira con "Po Po Po!!". En los años 2013 y 2015 volvió a estar nominada.